# Ламбах
Ламбах (нім. Lambach) — ярмаркова комуна (нім. Marktgemeinde) в Австрії, у федеральній землі Верхня Австрія.
Входить до складу округу Вельс. Населення становить 3368 чоловік (станом на 31 грудня 2005 року). Займає площу 4 км². Офіційний код — 4 18 11.
В Ламбаху знаходиться бенедиктинський монастир, який було засновано 1056 року єпископом Адальбером Вюрцбурзьким.

## Політична ситуація
Бургомістр комуни — Хрістіне Оберндорфер (АНП) за результатами виборів 2003 року.
Рада представників комуни (нім. Gemeinderat) має 25 місць:
- АНП — 12 місць.
- СДПА — 10 місць.
- АПС — 3 місця.

## Галерея

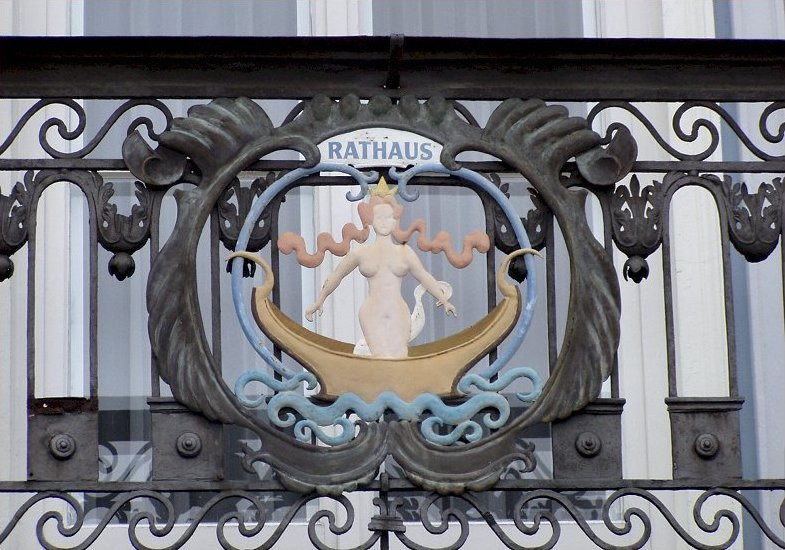
Ратуша
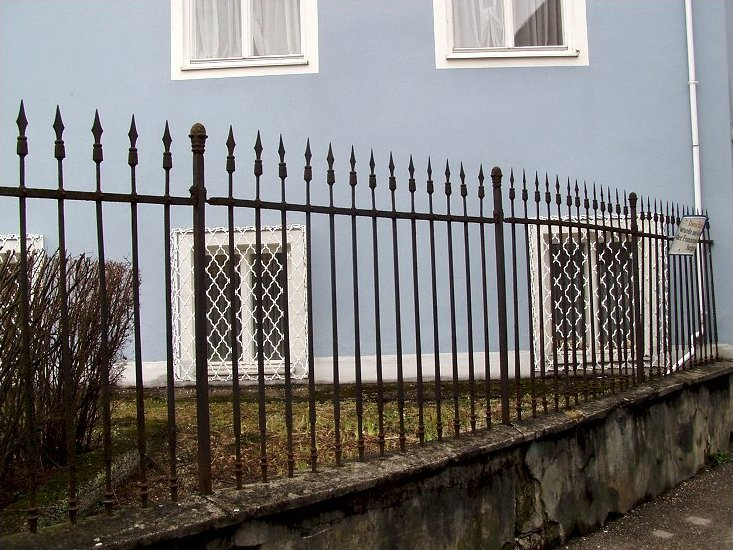
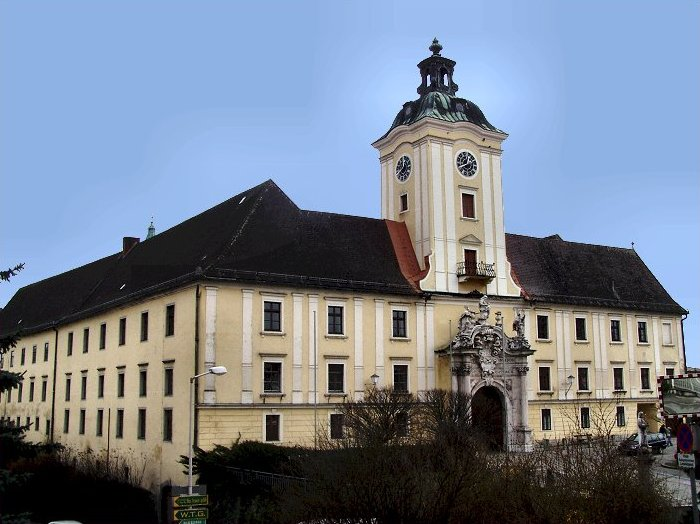
бенедиктинський монастир
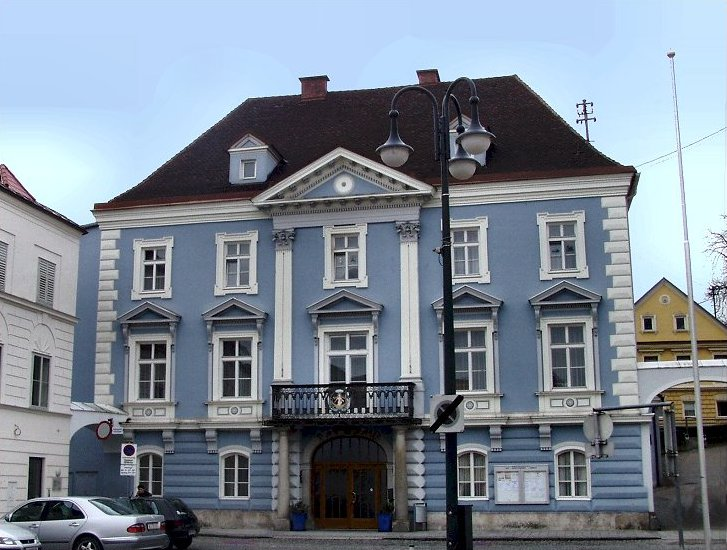
Ратуша
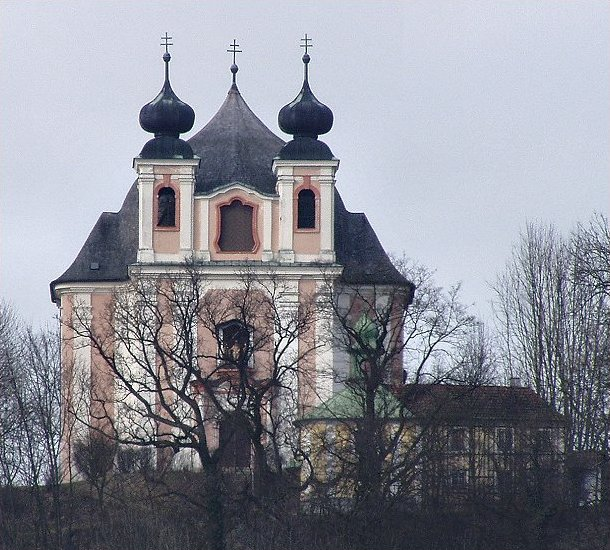
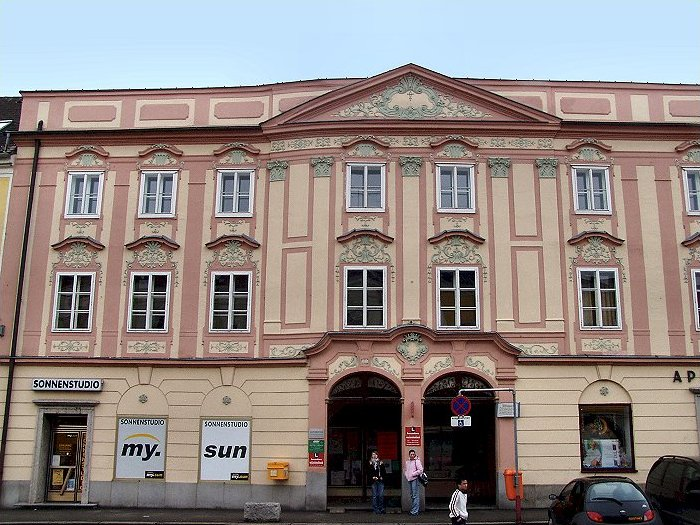
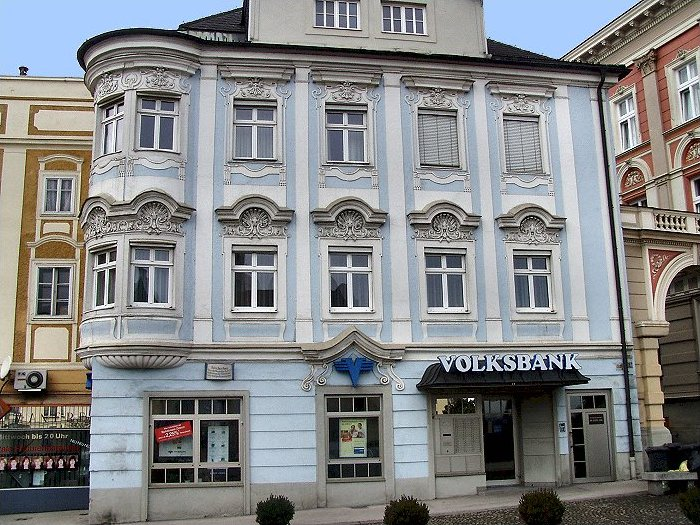